# Grover Furr
Grover Carr Furr III (sinh ngày 3 tháng 4 năm 1944) là một giáo sư chuyên ngành tiếng Anh trung cổ tại Đại học Bang Montclair, được biết đến chủ yếu bởi các sách viết về chủ đề Joseph Stalin và Liên Xô.

## Sơ yếu lý lịch
Sinh tại quận Colombia, Washington, Grover Furr tốt nghiệp Đại học McGill University ở Montreal, Quebec, Cananda với học vị cử nhân chuyên ngành tiếng Anh. Sau ông học và nhận được học vị tiến sĩ thi pháp học (comparative literature) tại trường đại học Princeton năm 1978. Từ tháng 2 năm 1970, ông làm việc tại trường Đại học Bang Montclair ở New Jersey, Hoa Kỳ với chức vị giáo sư chuyên ngành tiếng Anh trung cổ.

## Tác phẩm, niềm tin và phản ứng dư luận
Furr chủ yếu được biết đến qua tác phẩm Khrushchev Lied (sự dối trá của Nikita Sergeyevich Khrushchyov). Ở đó ông viết về bài phát biểu nổi tiếng Về sùng bái cá nhân và những hậu quả của nó, thường được biết là Diễn văn bí mật hoặc Báo cáo của Khrushchyov về Stalin ở phương Tây, của nhà lãnh đạo Xô Viết Nikita Sergeyevich Khrushchyov, Cuốn sách này được ca ngợi bởi Sven-Eric Holmström của tạp chí Journal of the Research Group on Socialism and Democracy (Tạp chí của nhóm nghiên cứu về chủ nghĩa xã hội và dân chủ), ông này gọi nó là một đóng góp quý báu cho trường phái xét lại lịch sử nghiên cứu về chủ nghĩa Cộng sản cũng như Liên Xô... Còn tuần báo Russkii Vestnik của giáo hội Chính thống Nga thì gọi tác phẩm của Furr là khách quan và gây ấn tượng. Tuy nhiên sử gia cánh tả Roger Keeran, trong bài đánh giá chi tiết Khrushchev Lied But What Is the Truth? (Khrushchev nói dối còn sự thật thì ở đâu?) đăng trên tạp chí Marxism-Leninism Today thì đánh giá cuốn sách là nhiều lỗi lớn (deeply flawed) vì tuy là Furr đưa ra được vấn đề Khrushchev nói dối trong bài phát biểu nhưng tác giả lại không biện luận được cho các cáo buộc của mình, đồng thời lại hay bỏ qua nhiều thông tin quan trọng cũng như lựa chọn nguồn không cân bằng khi viết.
Sử gia John Earl Haynes và Harvey Klehr thì miêu tả và xếp Furr là một tác giả theo trường phái xét lại lịch sử, còn theo nhà báo Cathy Young thì Furr vẫn luôn đeo đuổi mục tiêu "giải tội" cho Stalin khi ông biện hộ cho Satlin trong nạn đói Holodomor  Ngoài ra, Furr còn tin rằng vụ thảm sát Katyn không phải do bộ nội vụ Liên Xô NKVD tiến hành dựa trên nguồn từ các nhóm ủng hộ xét lại lịch sử Katyn ở Nga và sách của ông này hay được chú thích ở Nga như là bằng chứng về sự ủng hộ của "sử gia nước ngoài".
Bên cạnh đó, đôi khi phe truyền thông bảo thủ ở Mỹ đưa tin không thân thiện về Furr. Ví dụ như David Horowitz liệt Furr vào danh sách "101 most dangerous academics in America" (101 học giả nguy hiểm nhất Hoa Kỳ) vì tin rằng "Hoa Kỳ đã phạm sai lầm lớn về mặt đạo đức khi làm sụp đổ Liên bang Xô Viết", từ chối thừa nhận vụ thảm sát Katyn, từ chối thừa nhận chủ nghĩa bài Do Thái của Stalin, và một vài vấn đề lịch sử khác.
Năm 2011, tạp chí FrontPage Magazine và The Daily Caller chỉ trích nặng Furr vì một câu trả lời trong đó ông bảo vệ Stalin như sau: "I have spent many years researching this and similar questions and I have yet to find one crime that Stalin committed." (Tôi đã bỏ ra nhiều năm nghiên cứu về câu hỏi này và các câu hỏi tương tự vậy và vẫn chưa tìm ra bất cứ tội nào Stalin đã từng thực hiện).

## Danh mục tác phẩm

### Sách
- Grover Furr. Антисталинская подлость. Moscow: Algorithm. 2007.
- Yuri Mukhin, Grover Furr & Aleksei Golenkov. Оболганный Сталин. Moscow: Eksmo 2010.ISBN 978-5-699-39509-5
- Grover Furr. Тени ХХ съезда, или Антисталинская подлость. Moscow: Eksmo 2010.
- Grover Furr & Vladimir L. Bobrov. 1937. Правосудие Сталина. Обжалованию не подлежит!. Moscow: Eksmo. 2010.
- Grover Furr. Khrushchev Lied. The Evidence That Every "Revelation" of Stalin’s (and Beria’s) Crimes in Nikita Khrushchev’s Infamous "Secret Speech" to the 20th Party Congress of the Communist Party of the Soviet Union on ngày 25 tháng 2 năm 1956, is Provably False. Kettering, OH: Erythros Press & Media. 2011.
- Grover Furr. Hruşçov’un Yalanları.SBKB(B) XX. Kongresinde Yapılan Suçlamalar Hakkında. Istanbul: Yordamkitap, 2011
- David Holloway, Donald Rayfield & Grover Furr. Берия. Империя ГУЛАГ. Moscow: Algorithm. 2012.
- Grover Furr. Stalin ve Demokrasi - Trotskiy ve Naziler. Istanbul: Yazilama, 2012.
- Grover Furr. As Mentiras de Khrushchev. Galiza [Galicia], Spain: Edicions Benigno Alvarez. 2013
- Grover Furr. The Murder of Sergei Kirov: History, Scholarship and the Anti-Stalin Paradigm. Kettering, OH: Erythros Press & Media. 2013.
- Grover Furr. Убийство Кирова. Новое расследование. Moscow: Russkaia Panorama, 2013.
- Grover Furr. Blood Lies: The Evidence that Every Accusation Against Joseph Stalin and the Soviet Union in Timothy Snyder's Bloodlands is False. New York: Red Star Publishers, 2014.
- Grover Furr. Khrouchtchev a Menti. Paris: Editions Delga, 2014.
- Grover Furr. Chruschtschows Lügen. Eulenspiegel Verlagsgruppe - Das Neue Berlin, Berlin 2014.
- 苏共二十大。"秘密报告" 与 赫鲁晓夫的谎言 Lưu trữ ngày 9 tháng 6 năm 2016 tại Wayback Machine (Su-Gong Ershi Da: "Mimi Baogao" yu Heluxiaofu de huangyan). English: The Twentieth Congress of the Communist Party of the Soviet Union: The "Secret Speech" and Khrushchev's Lies. Beijing: Social Sciences Academic Press, January 2015.
- Grover Furr, Kruschev Mintió. Vadell Hermanos Editores, Caracas, Venezuela: 2015.
- Grover Furr. Оболганный сталинизм. Клевета XX съезда. Moscow: Algorithm. 2015.
- Grover Furr. Trotsky’s "Amalgams." Trotsky's Lies, The Moscow Trials As Evidence, The Dewey Commission. (Trotsky's Conspiracies of the 1930s, Volume One). Kettering OH: Erythros Press & Media LLC, 2015.
- Grover Furr. Le Massacre de Katyn. Une réfutation de la version « officielle »? Paris: Editions Delga. 2015.
- Grover Furr. Les amalgames de Trotsky. les mensonges de Trotsky, les procès de Moscou par les preuves, la Commission Dewey, les conspirations trotskystes des années trente. Editions Delga: Paris, 2016.
- Grover Furr (குரோவர் ஃபர்). ஸ்டாலின் பற்றிய குருச்சேவின் பொய்கள் / Sṭāliṉ paṟṟiya kuruccēviṉ poykaḷ [Tamil translation of Khrushchev Lied]. Tamil Nadu, India: Ponnulagam Pathipagam, 2016.
- Grover Furr. Yezhov Vs. Stalin: The Truth About Mass Repressions and the So-Called 'Great Terror' in the USSR. Kettering, OH: Erythros Press & Media LLC, 2016.

### Bài báo
- "France vs. Italy: French Literary Nationalism in 'Petrarch's Last Controversy' And A Humanist Dispute of ca. 1395." Proceedings of the Patristic, Medieval and Renaissance Conference, Villanova University, 1981, Vol. 4.
- Review of Thomas G. Butson, The Tsar's Lieutenant: The Soviet Marshal. New York: Praeger, 1984. In The Russian Review, Vol. 44, No. 4 (1986), pp. 427–8.
- "New Light On Old Stories About Marshal Tukhachevskii: Some Documents Reconsidered." Russian History 13, Nos 2-3 (Summer-Fall 1986), 293-308.
- "Stalin and the Struggle for Democratic Reform, Part One." Cultural Logic 8, 2005 (Published April 2005).
- "Stalin and the Struggle for Democratic Reform, Part Two." Cultural Logic 8, 2005 (Published December 2005).
- "(Un)critical Reading and the Discourse of Anti-communism." The Red Critique 11, Spring 2006.
- Grover Furr and Vladimir Bobrov, "Pervye priznatel'nye pokazaniia N.I. Bukharina na Lubianke." Klio (St Petersburg, Russia) No. 1 (36) 2007, pp. 38–44.
- Grover Furr and Vladimir Bobrov, eds. "Lichnye pokazaniia N. Bukharina." Klio (St. Petersburg, Russia), No. 1 (36) 2007, pp. 45–52.
- "Anatomy of an Anticommunist Fabrication: The Death of Oliver Law, An Historiographical Investigation." Reconstruction 8.1 (May, 2008).
- Grover Furr and Vladimir Bobrov. "Nikolai Bukharin's First Statement of Confession in the Lubianka." Cultural Logic 2007.
- Grover Furr and Vladimir Bobrov. "’Predsmertnoe pis’mo Bukharina’ – eshche odna antistalinskaia fal’shivka." (Bukharin’s "letter at his death" – yet another anti-Stalin fabrication." Aktual’naia istoriia (Contemporary History) February 2009.
- "Did the Soviet Union Invade Poland in September 1939? (The answer: No, it did not.)." Cyrano’s Journal ngày 1 tháng 9 năm 2009.
- "Baberowski’s Falsification." Cyrano’s Journal. ngày 11 tháng 1 năm 2010.
- "Evidence of Leon Trotsky's Collaboration with Germany and Japan." Cultural Logic 2009 (actual publication: ngày 3 tháng 4 năm 2010).
- Grover Furr and Vladimir L. Bobrov. "Stephen Cohen's Biography of Bukharin: A Study in the Falsehood of Khrushchev-Era 'Revelations' ". Cultural Logic 2010 (publication date: ngày 1 tháng 1 năm 2012).
- Grover Furr and Vladimir L. Bobrov, "Marshal S.M. Budiennyi on the Tukhachevsky Trial. Impressions of an Eye-Witness " (in Russian). Klio (St. Petersburg) No. 2 (2012), pp. 8–24.
- "Learning from the Communist Movement of the 20th Century. A Response to Richard Rubin." Platypus Review #45 (April 2012).
- Grover Furr and Vladimir L. Bobrov, "Marshal S.M. Budiennyi on the Tukhachevsky Trial. Impressions of an Eye-Witness " (in Russian) ", Klio (see below) is reprinted in the book M.N. Tukhachevskii: Kak My Predali Stalina ("M.N. Tukachevsky. How We Betrayed Stalin"), Moscow: Algorithm, September 2012, pages 174-230. ISBN 978-5-4438-0110-0
- The "Official" Version of the Katyn Massacre Disproven? Discoveries at a German Mass Murder Site in Ukraine. Socialism and Democracy 27(2) (August 2013): 96-129.
- "斯大林时代的革命延续." ("The Continuing Revolution in Stalin-era Soviet History.") In 社会主义是人类历史发展的必然. ("Socialism is the inevitable development of human history"). Ed. Li Shenming (李慎明). Beijing: Social Sciences Academic Press, 2015 (ISBN 9787509772997), pp. 461–472.
- "Stalin, etc.," a critical review of recent research on the Stalin period, published in Theory and Struggle 117 (May 2016), journal of the Marx Memorial Library in London U.K.
- "The "Holodomor" and the Film "Bitter Harvest" are Fascist Lies." ngày 3 tháng 3 năm 2017.
- "The Ukrainian Famine: Only Evidence Can Disclose the Truth." ngày 31 tháng 3 năm 2017.

## Chú giải
1. 1 2  "Professor defends Stalin, socialism at student-organized debate"
2. ↑  Grover C. Furr, The Quarrel of the Roman de la Rose and Fourteenth Century Humanism. Unpublished Ph.D. dissertation, Princeton University, January 1979
3. ↑  "Grover Furr". Truy cập ngày 11 tháng 5 năm 2017.
4. 1 2  Grover Furr, Khrushchev Lied (Kettering, Ohio: Erythros Press & Media LLC, 2011) Lưu trữ ngày 16 tháng 12 năm 2018 tại Wayback Machine Journal of the Research Group on Socialism and Democracy, 2013
5. ↑  Sergei Semanov. "Khrushchev i Ego 'Bor'ba s Kul'tom' v Svete Istiny". Russkii Vestnik. ngày 13 tháng 3 năm 2008.
6. ↑  Khrushchev Lied But What Is the Truth?
7. ↑  Haynes, John Earl & Harvey Klehr. In Denial: Historians, Communism and Espionage. San Francisco: Encounter Books. 2003. pp. 26-27.
8. ↑  Russia Denies Stalin’s Killer Famine, Cathy Young.
9. ↑  / "Катынский расстрел: продолжатели дела Геббельса | Аналитика". NewsBalt (bằng tiếng Nga). Truy cập ngày 18 tháng 4 năm 2017. {{Chú thích báo}}: Kiểm tra giá trị |url= (trợ giúp)
10. ↑  Horowitz, David. The Professors: The 101 Most Dangerous Academics in America. Washington, DC: Regnery Publishing, Inc. 2006. pp. 186-189.
11. ↑  "Professor Grover Furr Praises Stalin, Claims He Never Committed ‘One Crime’"[liên kết hỏng]